# Мельно (Познанський повіт)
Мельно (пол. Mielno) — село в Польщі, у гміні Червонак Познанського повіту Великопольського воєводства.
Населення — 234 особи (2011).
У 1975—1998 роках село належало до Познанського воєводства.

## Демографія
Демографічна структура станом на 31 березня 2011 року:
|          | Загалом | Допрацездатний вік | Працездатний вік | Постпрацездатний вік |
| -------- | ------- | ------------------ | ---------------- | -------------------- |
| Чоловіки | 128     | 32                 | 89               | 7                    |
| Жінки    | 106     | 24                 | 68               | 14                   |
| Разом    | 234     | 56                 | 157              | 21                   |